# Taskmaster
Taskmaster – brytyjski komediowy program telewizyjny typu panel show (z elementami teleturnieju) nadawany od 2015 roku początkowo na antenie telewizji Dave, a następnie Channel 4. Gospodarzami programu są tytułowy Taskmaster Greg Davies i wcielający się w rolę jego asystenta Alex Horne (pomysłodawca formatu).

## Historia

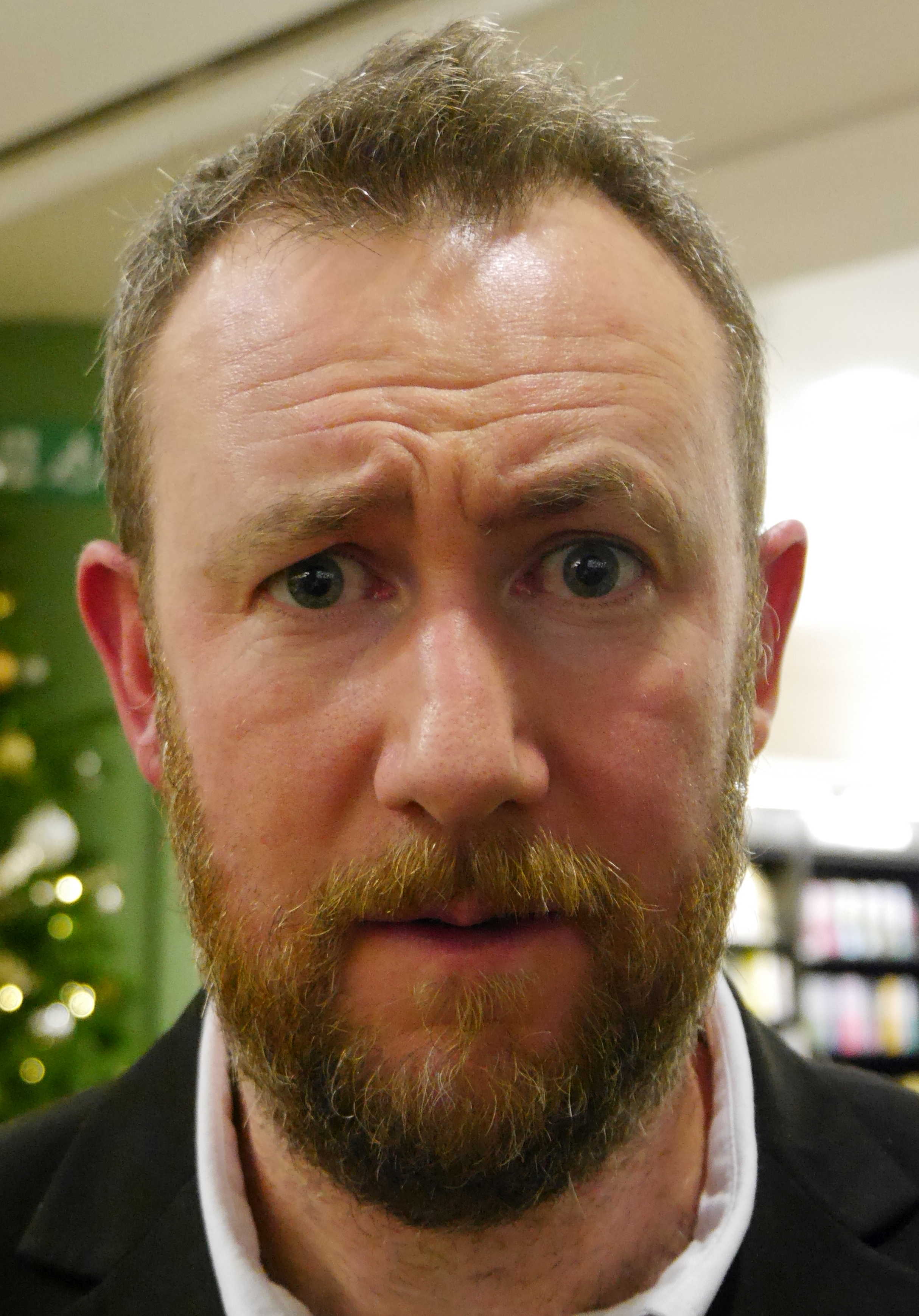
Alex Horne

Pomysłodawcą formatu jest brytyjski komik Alex Horne. W 2009 roku zaczął rozsyłać drogą mejlową zadania swoim znajomym komikom, wśród których byli m.in. Mike Wozniak, Tim Key, Joe Wilkinson i Mark Watson. Efekt rocznych zmagań podsumował w 2010 roku podczas widowiska „The Task Master” przeprowadzonego w ramach festiwalu Edinburgh Festival Fringe. Zabawę powtórzył w kolejnym roku (kończąc ją widowiskiem zatytułowanym „Taskmaster II”).
Pozytywny odbiór koncepcji przez widownię przyczynił się do rozpoczęcia prac nad jej telewizyjną wersją przez przedsiębiorstwo produkcyjne Avalon. We wrześniu 2014 roku na antenie telewizji Dave pokazano pilot programu, po czym w 2015 roku program trafił do ramówki stacji na stałe. W 2019 roku prawa do formatu przejął inny brytyjski nadawca – Channel 4.

## Charakterystyka programu
Pięcioro komików (okazjonalnie innych osobowości medialnych) wykonuje serię zadań (tasks) wymagających kreatywności i logicznego bądź nieszablonowego myślenia. W programie obowiązuje zasada, że wszystko, co nie jest zabronione w treści zadania, a jest zgodne z prawem, jest dozwolone. Ich poczynania są następnie oceniane przez tytułowego Taskmastera (nazwa bazuje na grze słów: ang. task – zadanie, master – mistrz, taskmaster – tyran). Koncepcja programu zakłada, że wszystko dzieje się na zlecenie i ku uciesze Taskmastera, który może w dowolny sposób rozdysponować punkty pomiędzy uczestników (zazwyczaj jedna osoba dostaje jeden punkt, jedna osoba dwa punkty itd. aż do pięciu punktów). Uczestnik, który w danym odcinku zdobędzie najwięcej punktów zdobywa nagrody dostarczone przez uczestników w ramach pierwszego zadania (polegającego na przyniesieniu do studia przedmiotu jak najlepiej odpowiadającego zadanemu tematowi), a uczestnik, który zdobędzie najwięcej punktów w całej serii wygrywa popiersie Grega Daviesa.

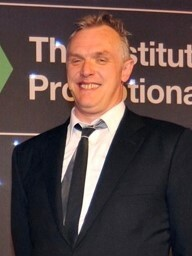
Greg Davies

Większość zadań uczestnicy wykonują w domku zlokalizowanym w londyńskim Chiswick. Ich ocena dokonywana jest kilka tygodni lub kilka miesięcy później w studiu telewizyjnym w Pinewood Studios (początkowo w teatrze). Również w tym studiu odbywają się pierwsze (prize task) i ostatnie (live task) zadania każdego odcinka. Do czasu spotkania w studiu zawodników obowiązuje zakaz dyskutowania na temat zadań, po to by ich reakcje w trakcie nagrań były bardziej autentyczne”.
Program ma charakter przede wszystkim komediowy, rywalizacja między uczestnikami nie zawsze wysuwa się na pierwszy plan. Uczestnicy nie są eliminowani w trakcie edycji, a zwycięzcy nie otrzymują wartościowych nagród.

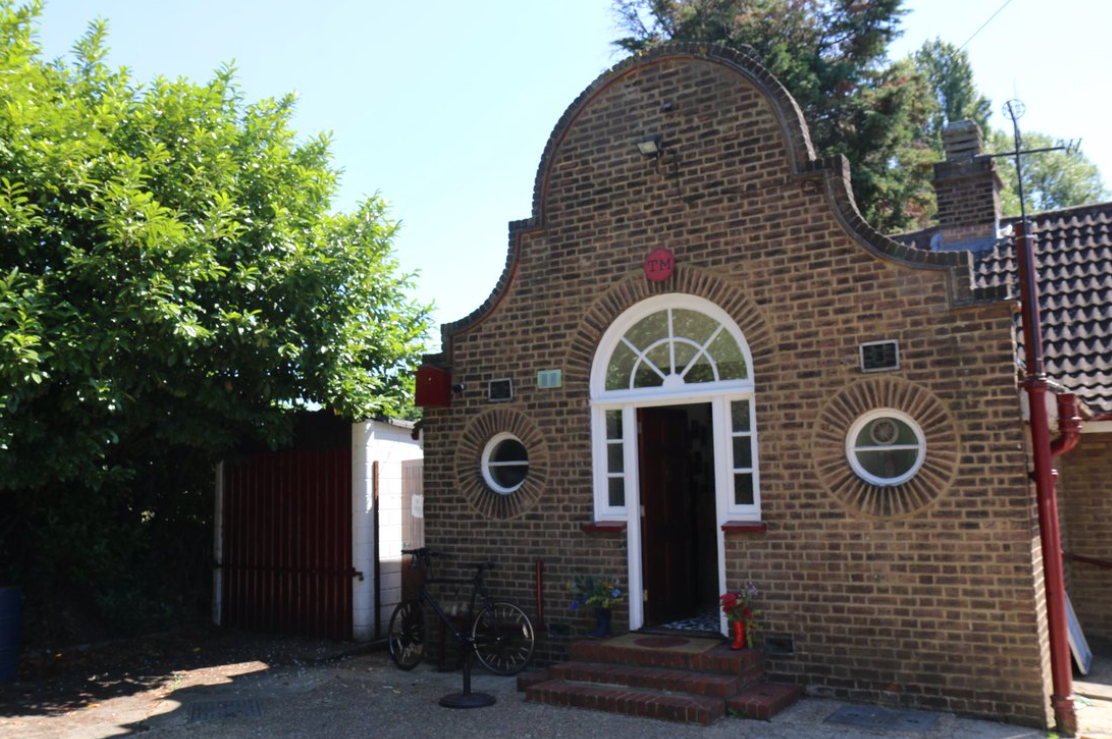
Dom, w którym komicy wykonują większość zadań

## Uczestnicy
Uwaga: zachowano kolejność siedzeń zajmowanych w czasie nagrań w studiu (tym samym: alfabetyczną według imion).
| Edycja | Edycja  | Uczestnicy          | Uczestnicy           | Uczestnicy          | Uczestnicy         | Uczestnicy              |
| ------ | ------- | ------------------- | -------------------- | ------------------- | ------------------ | ----------------------- |
|        | 1.      | Frank Skinner       | Josh Widdicombe      | Roisin Conaty       | Romesh Ranganathan | Tim Key                 |
|        | 2.      | Doc Brown           | Joe Wilkinson        | Jon Richardson      | Katherine Ryan     | Richard Osman           |
|        | 3.      | Al Murray           | Dave Gorman          | Paul Chowdhry       | Rob Beckett        | Sara Pascoe             |
|        | 4.      | Hugh Dennis         | Joe Lycett           | Lolly Adefope       | Mel Giedroyc       | Noel Fielding           |
|        | 5.      | Aisling Bea         | Bob Mortimer         | Mark Watson         | Nish Kumar         | Sally Phillips          |
|        | CoC I   | Bob Mortimer        | Josh Widdicombe      | Katherine Ryan      | Noel Fielding      | Rob Beckett             |
|        | 6.      | Alice Levine        | Asim Chaudhry        | Liza Tarbuck        | Russell Howard     | Tim Vine                |
|        | 7.      | James Acaster       | Jessica Knappett     | Kerry Godliman      | Phil Wang          | Rhod Gilbert            |
|        | 8.      | Iain Stirling       | Joe Thomas           | Lou Sanders         | Paul Sinha         | Sian Gibson             |
|        | 9.      | David Baddiel       | Ed Gamble            | Jo Brand            | Katy Wix           | Rose Matafeo            |
|        | 10.     | Daisy May Cooper    | Johnny Vegas         | Katherine Parkinson | Mawaan Rizwan      | Richard Herring         |
|        | NYT I   | John Hannah         | Krishnan Guru-Murthy | Nicola Coughlan     | Rylan Clark-Neal   | Shirley Ballas          |
|        | 11.     | Charlotte Ritchie   | Jamali Maddix        | Lee Mack            | Mike Wozniak       | Sarah Kendall           |
|        | 12.     | Alan Davies         | Desiree Burch        | Guz Khan            | Morgana Robinson   | Victoria Coren Mitchell |
|        | NYT II  | Adrian Chiles       | Claudia Winkleman    | Jonnie Peacock      | Lady Leshurr       | Sayeeda Warsi           |
|        | 13.     | Ardal O’Hanlon      | Bridget Christie     | Chris Ramsey        | Judi Love          | Sophie Duker            |
|        | CoC II  | Ed Gamble           | Kerry Godliman       | Liza Tarbuck        | Lou Sanders        | Richard Herring         |
|        | 14.     | Dara Ó Briain       | Fern Brady           | John Kearns         | Munya Chawawa      | Sarah Millican          |
|        | NYT III | Amelia Dimoldenberg | Carol Vorderman      | Greg James          | Mo Farah           | Rebecca Lucy Taylor     |
|        | 15.     | Frankie Boyle       | Ivo Graham           | Jenny Eclair        | Kiell Smith-Bynoe  | Mae Martin              |
|        | 16.     | Julian Clary        | Lucy Beaumont        | Sam Campbell        | Sue Perkins        | Susan Wokoma            |
|        | NYT IV  | Deborah Meaden      | Kojey Radical        | Lenny Rush          | Steve Backshall    | Zoë Ball                |
|        | CoC III | Dara Ó Briain       | Kiell Smith-Bynoe    | Morgana Robinson    | Sarah Kendall      | Sophie Duker            |
|        | 17.     | Joanne McNally      | John Robins          | Nick Mohammed       | Sophie Willan      | Steve Pemberton         |
|        | 18.     | Andy Zaltzman       | Babatunde Aléshé     | Emma Sidi           | Jack Dee           | Rosie Jones             |
|        | NYT V   | David James         | Hannah Fry           | Martin Lewis        | Melanie Blatt      | Sue Johnston            |

Zwycięzcy
| 1. Josh Widdicombe, 2. Katherine Ryan, 3. Rob Beckett, 4. Noel Fielding, 5. Bob Mortimer, 6. Liza Tarbuck, 7. Kerry Godliman, 8. Lou Sanders, 9. Ed Gamble, 10. Richard Herring, 11. Sarah Kendall, 12. Morgana Robinson, 13. Sophie Duker, 14. Dara Ó Briain, 15. Mae Martin, 16. Sam Campbell, 17. John Robins, 18. Andy Zaltzman. |

| 1. Josh Widdicombe, 2. Richard Herring, 3. Dara Ó Briain. |

| 1. Shirley Ballas, 2. Adrian Chiles, 3. Mo Farah, 4. Lenny Rush. |

## Emisja programu
| Seria | Seria   | Liczba odcinków | Liczba odcinków | Premiera             | Premiera          | Premiera  |
| Seria | Seria   | w serii         | Σ               | Pierwszy odcinek     | Ostatni odcinek   | Stacja    |
| ----- | ------- | --------------- | --------------- | -------------------- | ----------------- | --------- |
|       | 1.      | 6               | 6               | 28 lipca 2015        | 1 września 2015   | Dave      |
|       | 2.      | 5               | 11              | 21 czerwca 2016      | 19 lipca 2016     | Dave      |
|       | 3.      | 5               | 16              | 4 października 2016  | 1 listopada 2016  | Dave      |
|       | 4.      | 8               | 24              | 25 kwietnia 2017     | 13 czerwca 2017   | Dave      |
|       | 5.      | 8               | 32              | 13 września 2017     | 1 listopada 2017  | Dave      |
|       | CoC I   | 2               | 34              | 13 grudnia 2017      | 20 grudnia 2017   | Dave      |
|       | 6.      | 10              | 44              | 2 maja 2018          | 4 lipca 2018      | Dave      |
|       | 7.      | 10              | 54              | 5 września 2018      | 7 listopada 2018  | Dave      |
|       | 8.      | 10              | 64              | 8 maja 2019          | 10 lipca 2019     | Dave      |
|       | 9.      | 10              | 74              | 4 września 2019      | 6 listopada 2019  | Dave      |
|       | 10.     | 10              | 84              | 15 października 2020 | 17 grudnia 2020   | Channel 4 |
|       | NYT I   | 1               | 85              | 1 stycznia 2021      | 1 stycznia 2021   | Channel 4 |
|       | 11.     | 10              | 95              | 18 marca 2021        | 20 maja 2021      | Channel 4 |
|       | 12.     | 10              | 105             | 23 września 2021     | 25 listopada 2021 | Channel 4 |
|       | NYT II  | 1               | 106             | 1 stycznia 2022      | 1 stycznia 2022   | Channel 4 |
|       | 13.     | 10              | 116             | 14 kwietnia 2022     | 16 czerwca 2022   | Channel 4 |
|       | CoC II  | 1               | 117             | 23 czerwca 2022      | 23 czerwca 2022   | Channel 4 |
|       | 14.     | 10              | 127             | 29 września 2022     | 1 grudnia 2022    | Channel 4 |
|       | NYT III | 1               | 128             | 1 stycznia 2023      | 1 stycznia 2023   | Channel 4 |
|       | 15.     | 10              | 138             | 30 marca 2023        | 1 czerwca 2023    | Channel 4 |
|       | 16.     | 10              | 148             | 21 września 2023     | 23 listopada 2023 | Channel 4 |
|       | NYT IV  | 1               | 149             | 2 stycznia 2024      | 2 stycznia 2024   | Channel 4 |
|       | CoC III | 1               | 150             | 14 stycznia 2024     | 14 stycznia 2024  | Channel 4 |
|       | 17.     | 10              | 160             | 28 marca 2024        | 30 maja 2024      | Channel 4 |
|       | 18.     | 10              | 170             | 12 września 2024     | 14 listopada 2024 | Channel 4 |
|       | NYT V   | 1               | 171             | 29 grudnia 2024      | 29 grudnia 2024   | Channel 4 |
|       | 19.     | bd.             | bd.             | wiosna 2025          | wiosna 2025       | Channel 4 |

W marcu 2023 roku telewizja Channel 4 zamówiła sześć kolejnych serii programu (do 21.) oraz spin-off z młodzieżą jako uczestnikami.

## Odbiór

### Krytyka
Andrew Billen z The Times pierwszemu odcinkowi programu przyznał pięć gwiazdek oraz nazwał go „zabawnym, wymownym i cudownym”. W recenzji tego samego odcinka Filipa Jodelka z The Guardian zauważyła w programie wyróżniające się podejście do zabaw towarzyskich i pochwaliła relacje między komikami. Ellen Jones z The Independent uznała pierwszy odcinek za bawiący, nawet mimo „niegustownego i tandetnego [niemoralnego, taniego]” stylu. Wesley Mead z Den of Geek określił program jako „klejnot koronny” produkcji własnej stacji Dave, a także
pochwalił konstrukcję zadań i wielość sposobów, w jaki zawodnicy do nich podchodzili.

### Nagrody i nominacje
| Rok  | Nagroda                           | Kategoria                                           | Odbiorca                                                   | Wynik     | Źródło |
| ---- | --------------------------------- | --------------------------------------------------- | ---------------------------------------------------------- | --------- | ------ |
| 2016 | British Comedy Guide Awards       | Best TV Entertainment Show                          | (program)                                                  | wygrana   | [ 16 ] |
| 2017 | British Academy Television Awards | Best Comedy and Comedy Entertainment Programme      | Alex Horne, Andy Cartwright, Andy Devonshire               | nominacja | [ 17 ] |
| 2017 | International Emmy Award          | Non-Scripted Entertainment                          | Avalon Television, Dave                                    | nominacja | [ 18 ] |
| 2017 | RTS Programme Awards              | Best Entertainment Programme                        | Avalon Television                                          | nominacja | [ 19 ] |
| 2017 | British Comedy Guide Awards       | Best TV Entertainment Show                          | (program)                                                  | wygrana   | [ 20 ] |
| 2018 | British Academy Television Awards | Best Comedy and Comedy Entertainment Programme      | Alex Horne, Andy Cartwright, Andy Devonshire               | nominacja | [ 21 ] |
| 2018 | British Comedy Guide Awards       | Best TV Entertainment Show                          | (program)                                                  | wygrana   | [ 22 ] |
| 2019 | British Comedy Guide Awards       | Best TV Entertainment Show                          | (program)                                                  | nominacja | [ 23 ] |
| 2020 | British Academy Television Awards | Best Comedy and Comedy Entertainment Programme      | Alex Horne, Andy Cartwright, Andy Devonshire, James Taylor | wygrana   | [ 24 ] |
| 2020 | British Comedy Guide Awards       | Best TV Entertainment Show                          | (program)                                                  | wygrana   | [ 25 ] |
| 2021 | British Comedy Guide Awards       | Best TV Entertainment Show                          | (program)                                                  | wygrana   | [ 26 ] |
| 2021 | British Comedy Guide Awards       | Comedy of the Year                                  | (program)                                                  | wygrana   | [ 26 ] |
| 2021 | National Television Awards        | The Sir Bruce Forsyth Entertainment Award           | (program)                                                  | nominacja | [ 27 ] |
| 2022 | British Comedy Guide Awards       | Best TV Entertainment Show                          | (program)                                                  | wygrana   | [ 28 ] |
| 2022 | National Comedy Awards            | Best Comedy Entertainment Series                    | (program)                                                  | wygrana   | [ 29 ] |
| 2022 | National Comedy Awards            | Outstanding Female Comedy Entertainment Performance | Daisy May Cooper                                           | nominacja | [ 29 ] |
| 2022 | National Comedy Awards            | Outstanding Male Comedy Entertainment Performance   | Mike Wozniak                                               | nominacja | [ 29 ] |
| 2022 | National Television Awards        | The Sir Bruce Forsyth Entertainment Award           | (program)                                                  | nominacja | [ 30 ] |
| 2023 | British Academy Television Awards | Best Entertainment Craft Team                       | Andy Devonshire, James Dillon, Dru Masters, Rebecca Bowker | nominacja | [ 31 ] |
| 2023 | British Academy Television Awards | Best Comedy Entertainment Programme                 | Alex Horne, Andy Devonshire, Andy Cartwright, James Taylor | nominacja | [ 31 ] |
| 2023 | National Comedy Awards            | Best Comedy Entertainment Series                    | (program)                                                  | wygrana   | [ 32 ] |
| 2023 | National Comedy Awards            | Outstanding Female Comedy Entertainment Performance | Fern Brady, Judi Love, Sarah Millican                      | nominacja | [ 32 ] |
| 2023 | National Comedy Awards            | Outstanding Male Comedy Entertainment Performance   | Alex Horne, Greg Davies, Munya Chawawa                     | nominacja | [ 32 ] |
| 2023 | National Television Awards        | Best TV Presenter                                   | Greg Davies                                                | nominacja | [ 33 ] |
| 2023 | National Television Awards        | The Sir Bruce Forsyth Entertainment Award           | (program)                                                  | nominacja | [ 33 ] |

## Publikacje w innych mediach
Książki
W sierpniu 2018 roku Penguin Random House wydało napisaną przez Alexa Horne’a książkę pt. Taskmaster – 200 Extraordinary Tasks for Ordinary People (Taskmaster – 200 niezwykłych zadań dla zwykłych ludzi). Jedno z zadań zawierało instrukcję, aby w południe 14 września 2019 roku przybyć na piknik w parku Buckinghamshire. Zjawiło się na nim około 1800 osób, w tym sam Alex Horne. We wrześniu 2019 roku ukazało się nowe wydanie tej książki z dwudziestoma dodatkowymi zadaniami.
We wrześniu 2021 roku wydano książkę Bring Me The Head Of The Taskmaster – 101 Next-level Tasks (and Clues) that Will Lead One Ordinary Person to Some Extraordinary Taskmaster Treasure (Dostarcz mi głowę Taskmastera – 101 zadań (i wskazówek) dla zaawansowanych, które doprowadzą jedną zwykłą osobę do pewnego niezwykłego skarbu), której czytelnicy mieli okazję wygrać nagrodę związaną z programem.
Gra planszowa
Jesienią 2019 roku wydano grę planszową zawierającą 200 kart z zadaniami.
Gra wideo
Pod koniec listopada 2023 roku zapowiedziano wprowadzenie gry wideo na platformy Meta oraz Steam.
#HomeTasking
Od marca do czerwca 2020 roku, w czasie lockdownu wprowadzonego w związku z pandemią COVID-19, przeprowadzono serię zabaw z udziałem widzów programu, w których ci nagrywali własne rozwiązania wskazanych przez Horne’a zadań. Ich krótką ocenę przedstawiał następnie Greg Davies. Akcja zakończyła się po 20 zadaniach. Powtórzono ją rok później, w trakcie kolejnego lockdownu.
Podcasty
W październiku 2020 roku rozpoczęto emisję podcastu, w którym prowadzący Ed Gamble (zwycięzca dziewiątej edycji programu) szczegółowo omawia z zaproszonymi gośćmi kolejne odcinki programu.
W kwietniu 2022 wprowadzono drugi podcast poświęcony programowi – Taskmaster: The People’s Podcast. Jego prowadzącymi zostali Lou Sanders (zwyciężczyni ósmej edycji programu) i Jack Bernhardt (tekściarz komediowy). W odróżnieniu od pierwszego podcastu, ten skupia się na statystykach związanych z programem, przemyśleniach fanów oraz rozmowach z uczestnikami i twórcami programu. W 2023 Sanders została zastąpiona przez Jenny Eclair (uczestniczę piętnastej edycji programu).

## Lokalne wersje formatu na świecie
Oryginalna, brytyjska wersja programu emitowana była także poza krajem produkcji, m.in. w Stanach Zjednoczonych, Nowej Zelandii, Szwecji, Chorwacji oraz udostępniana na platformach Taskmaster SuperMax+ i YouTube. Ponadto lokalni nadawcy, wykupiwszy licencję, tworzyli własne wersje programu. Podsumowanie lokalnych wersji zawarto w poniższej tabeli.
| Państwo           | Tytuł                          | Rok premiery              | Źródło |
| ----------------- | ------------------------------ | ------------------------- | ------ |
| Australia         | Taskmaster Australia           | 2023                      | [ 46 ] |
| Belgia (Flandria) | Het Grootste Licht             | 2016                      | [ 47 ] |
| Chorwacja         | Direktor svemira               | 2021                      | [ 48 ] |
| Dania             | Stormester                     | 2018                      | [ 49 ] |
| Finlandia         | Suurmestari                    | 2020                      | [ 50 ] |
| Finlandia         | Juniori Suurmestari            | 2024                      | [ 51 ] |
| Hiszpania         | Dicho y hecho                  | 2018                      | [ 52 ] |
| Kanada (Quebec)   | Le maître du jeu               | 2022                      | [ 53 ] |
| Niemcy            | Taskmaster                     | 2017 (nieemitowany pilot) | [ 54 ] |
| Norwegia          | Kongen befaler                 | 2019                      | [ 55 ] |
| Nowa Zelandia     | Taskmaster NZ                  | 2020                      | [ 56 ] |
| Portugalia        | Taskmaster                     | 2022                      | [ 57 ] |
| Stany Zjednoczone | Taskmaster                     | 2018                      | [ 58 ] |
| Szwecja           | Bäst i Test                    | 2017                      | [ 59 ] |
| Wielka Brytania   | Taskmaster [wersja oryginalna] | 2015                      | [ 60 ] |
| Junior Taskmaster | 2024                           | [ 61 ]                    |        |